# ヴァン・ジョーヌ

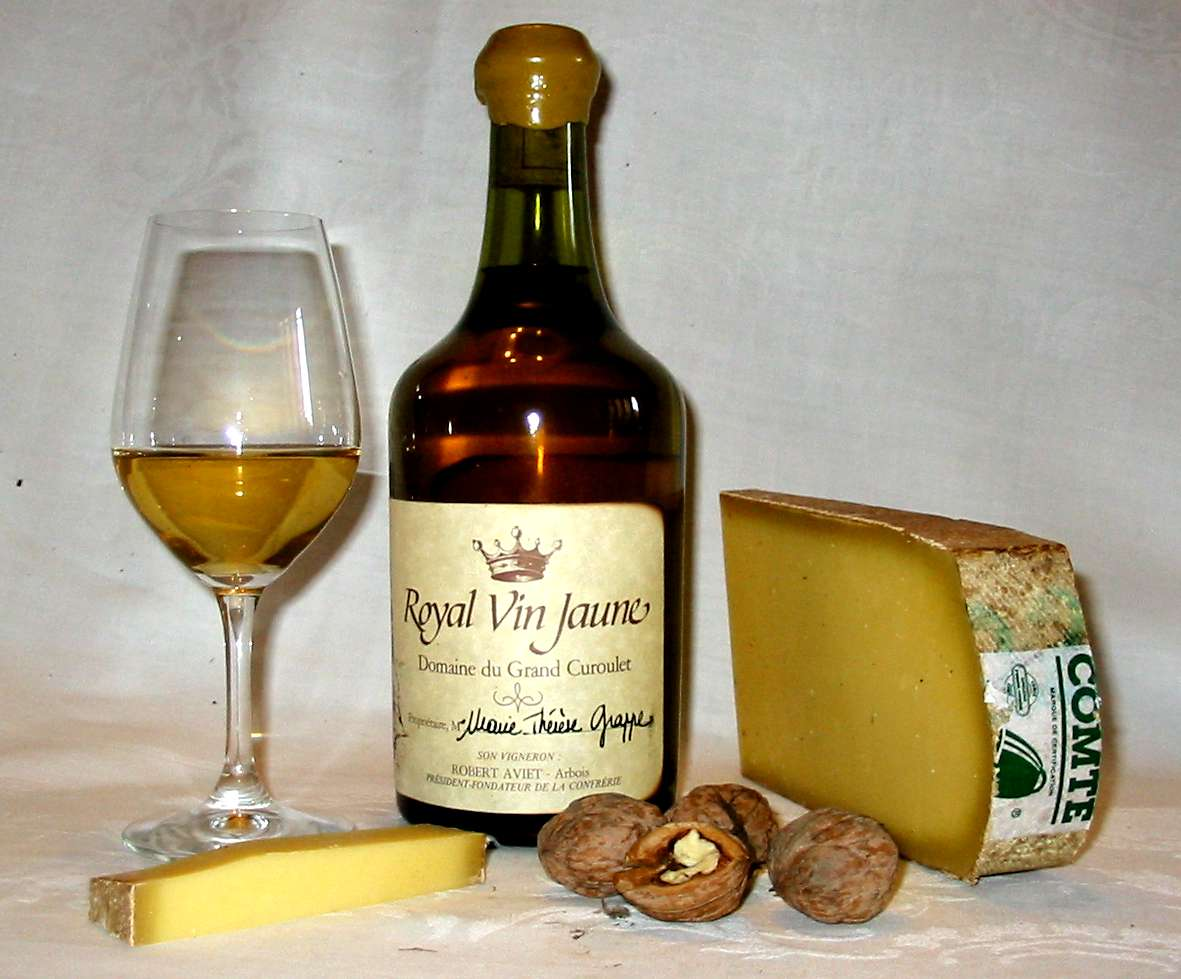
ヴァン・ジョーヌと、同じくジュラ地方の名産品であるコンテチーズ、クルミ。

ヴァン・ジョーヌ（仏：vin jaune、フランス語で「黄色いワイン」の意）、もしくは黄ワインは、フランス東部のジュラ地方で生産される、特殊な白ワインである。ヴォワール（仏：voile）と呼ばれる産膜酵母がワインの液面を覆った状態で樽熟成されることにより、フィノと呼ばれるタイプの辛口シェリーに似た特徴を有する。香りなどでシェリーと多くの共通点を持つが、酒精強化ワインではないという点でシェリーとは異なる。
ヴァン・ジョーヌはサヴァニャン種のブドウから作られる泥灰土壌のAOCシャトー・シャロンで産出されるものが最良とされる。
ガイヤックなど、フランスのワイン生産地の中には、シャルドネや地場品種と培養した酵母を用いてヴァン・ジョーヌのようなタイプのワインの生産を試みている地域もある。

## 生産

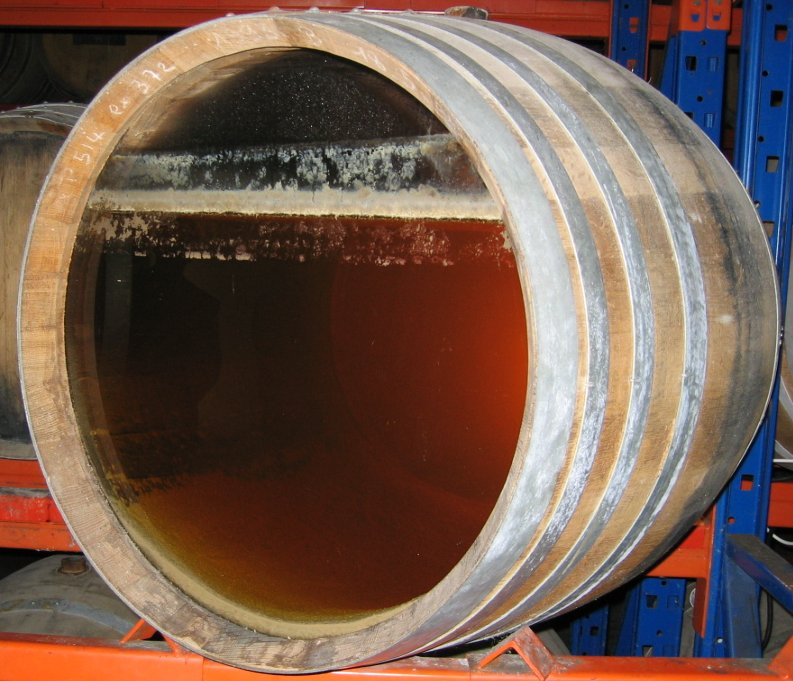
3年間熟成されたヴァン・ジョーヌの入った樽（228リットル）。樽いっぱいにワインを詰めていないため、蒸発により「天使の分け前」が生じる。この空間があることで、サッカロミセス・バヤヌス種の出芽酵母が液面に発生し、ヴォワールとなる。

ヴァン・ジョーヌは遅摘みのサヴァニャン種のブドウで作られる。サヴァニャンは、トラミナー系統の白ブドウであり、同系統でよく知られるゲヴュルツトラミネールと比べると香りが弱い。ワインに醸造した際にアルコール度数が13-15度になる程度の糖度になるよう、典型的には10月下旬に収穫される。ワインは228リットル（60ガロン）のオーク樽でゆっくりと熟成させる。このとき、通常のワインと異なり、樽に完全にワインを満たさない。これにより、ワインが蒸発する空間ができる。すると酵母の膜がワインの表面に発生し、ワインが酸化から守られる（ただし完全ではない）。ジュラ地方では、この膜をヴォワールと呼ぶ。これはシェリーにおけるフロールと似た概念である。ヴォワールの性質はフロールとおおよそ同じであるが、フロールに比べヴォワールはより低いアルコール度数で良好に生育し、また膜は比較的薄くて少量である。
ヴォワールが完全に生育するまでには、おおむね2-3年を要する。それまでにワインはわずかな量の酸素に晒されるため、アセトアルデヒドや、ソトロンと呼ばれる香り成分が生成されるような化学変化が起こる（勿論、通常のアルコール発酵と同様にエタノールも生じる）。こうして生じた化合物により、ヴァン・ジョーヌには特有のフレーバーやアロマが生まれるのである。揮発酸が生じることによりワイン造りを失敗する可能性があるので、全プロセスでワインの状態を注視しながら生産する必要がある。
ヴァン・ジョーヌは6年3か月の熟成が義務付けられており、この長い熟成期間により特徴的な黄色い色とナッツのような香りになる。なお、この熟成期間は収穫から瓶詰までの期間であり、その期間中、常に樽に入っているわけではない。最終的には、ワインの量は最初の62%まで減ってしまう。ヴァン・ジョーヌは62 cl（21オンス）の特殊な太目の瓶に詰められる。この瓶はクラヴランと呼ばれる。歴史的には、この瓶のサイズは6年間の熟成により蒸発してしまった分の残りに対応すると言われてきた。

## 生産地域

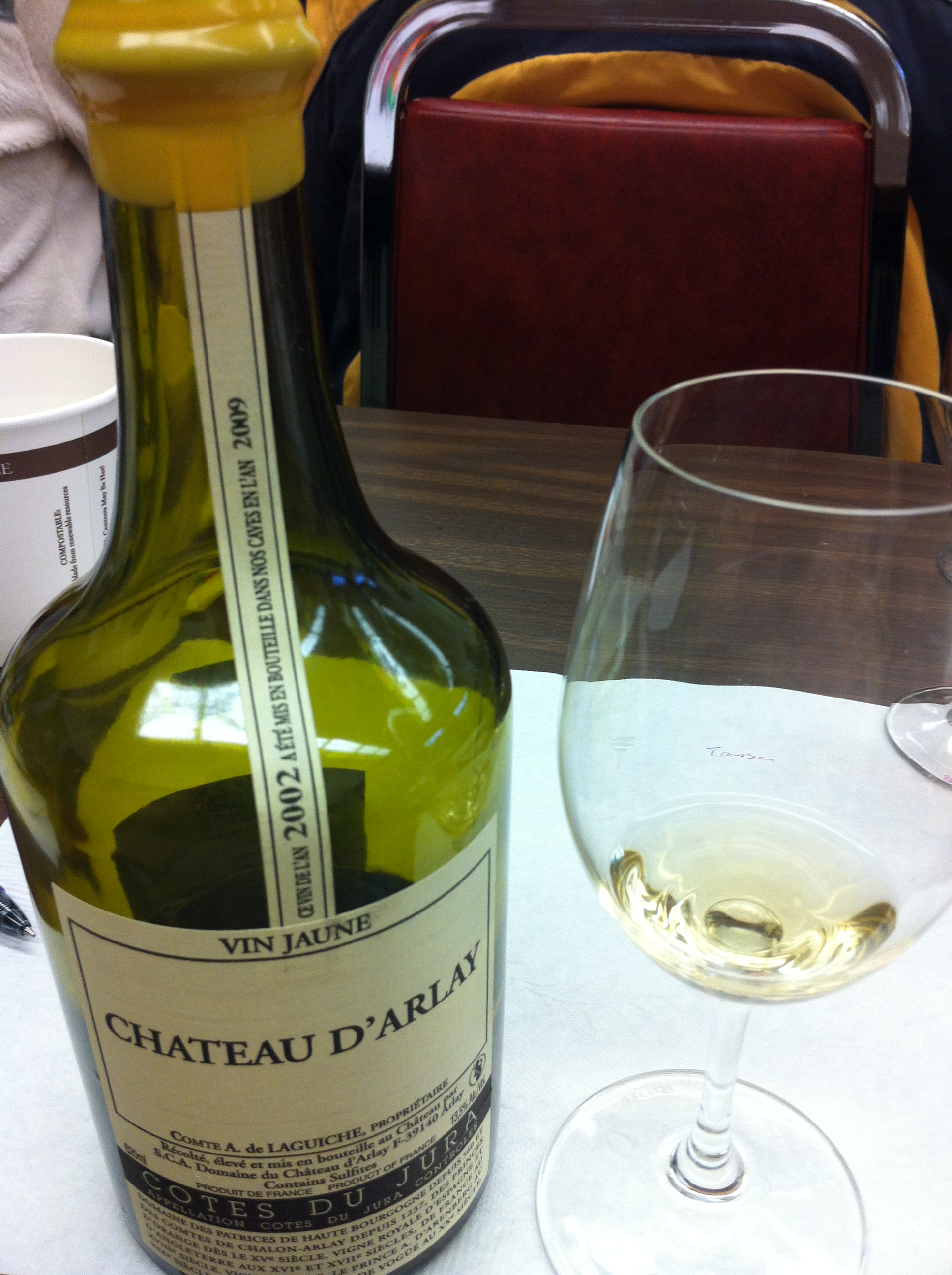
AOCコート・ド・ジュラのヴァン・ジョーヌ

原産地呼称統制（AOC）によりヴァン・ジョーヌの生産が認められているのは、次の生産地である。
- シャトー・シャロン
- アルボワ　ヴァン・ジョーヌ
- コート・ド・ジュラ　ヴァン・ジョーヌ
- ヴァン・ジョーヌ・ド・レトワール

以上は全てジュラ地方に属する。また、シャトー・シャロン以外では、ヴァン・ジョーヌ以外のワインの生産もAOCで認められている。
フランスにおいては、ジュラ地方以外においてもヴァン・ジョーヌと同じスタイルのワイン生産が散見される。ヴォワールに相当する産膜酵母を使用することでヴァン・ジョーヌタイプのワインが作られ、例えばガイヤック地方などで生産される。

## ワインのスタイルと飲み方
ヴァン・ジョーヌは13-15oCで提供されることが多い。また、デカンタージュすることにより酸素に触れさせ、特有の香りを引きたたせることもある。ヴァン・ジョーヌはジュラ地方の香りの強い料理と合わせることができる。ジュラ料理には鶏肉料理が多く、調理中やソースにヴァン・ジョーヌを使うこともある。また、フランスのコンテ地方で生産されるコンテチーズと合わせることも一般的である。

## ペルセ・デュ・ヴァン・ジョーヌ
ペルセ・デュ・ヴァン・ジョーヌ（仏：La Percée du Vin Jaune）と呼ばれるヴァン・ジョーヌの祭りが、毎年2月初旬に自治体主催で開かれている。先述のように、ヴァン・ジョーヌには6年3か月の熟成が義務付けられているため、7年前の秋に収穫されたブドウで造られたヴァン・ジョーヌはこの時期にリリースされることになる。このように、新しいヴィンテージのヴァン・ジョーヌがリリースされることを祝って、祭りが開催されるのである。祭りではワインの試飲などが行われ、近年では30000人程度が参加した。開催される村は毎年異なる。

## 化学的組成
ヴァン・ジョーヌの化学的特徴としては、α-ケト酪酸からソトロンが生成することが挙げられる。